# Beatrice Cenci (romanzo)
Beatrice Cenci è un romanzo di Francesco Domenico Guerrazzi del 1854.

## Trama
Il romanzo rievoca, con qualche libertà, la storica vicenda della nobile romana Beatrice Cenci, il cui padre, mentre sta per violentarla, viene ucciso dal fidanzato di lei. Le accuse di omicidio ricadono sulla ragazza, che verrà condannata a morte insieme con la matrigna e i fratelli.